# Paltis (přítok Minije)
Paltis (někdy nazývaná také Paltys nebo Palti) je říčka na západě Litvy v okrese Kretinga (Klaipėdský kraj), v Žemaitsku. Vytéká 3 km na západ od Karteny, z jezírka na jižním okraji vsi Žadeikiai. Teče střídavě směry severovýchodním, východním, severovýchodním, severním a východním a to starým řečištěm Minije, ve směru opačném, než byl dříve její tok. Podtéká pod dálnicí A11, protéká východním okrajem vsi Žadeikiai, u Šatilgalisu podtéká pod silnicí č. 226 Kartena – Salantai a mezi obcemi Kūlupėnai a Asteikiai se vlévá do Minije jako její pravý přítok 86,7 km od jejího ústí do Atmaty.